# Вијетнам на Светском првенству у атлетици на отвореном 2023.
Вијетнам је учествовао на 19. Светском првенству у атлетици на отвореном 2023. одржаном у Будимпешти од 19. до 27. августа четрнаесто пут. Репрезентацију Вијетнама представљала је 1 атлетичаpка која се такмичила у трци на 1.500 метара.,
На овом првенству представница Вијетнама није освојила ниједну медаљу, нити је постигла неки резултат.

## Учесници
Жене:
- Thị Oanh Nguyễn — 1.500 м

## Резултати

### Жене
| Атлетичарка     | Дисциплина | Лични рекорд | Квалификације | Квалификације | Полуфинале            | Полуфинале            | Финале                | Финале       | Детаљи |
| Атлетичарка     | Дисциплина | Лични рекорд | Резултат      | Место         | Резултат              | Место                 | Резултат              | Место        | Детаљи |
| --------------- | ---------- | ------------ | ------------- | ------------- | --------------------- | --------------------- | --------------------- | ------------ | ------ |
| Thị Oanh Nguyễn | 1.500 м    | 4:13,88      | 4:12,28 ЛР    | 13. у гр. 3   | Није се квалификовала | Није се квалификовала | Није се квалификовала | 51 / 55 (56) |        |